# Última Generación

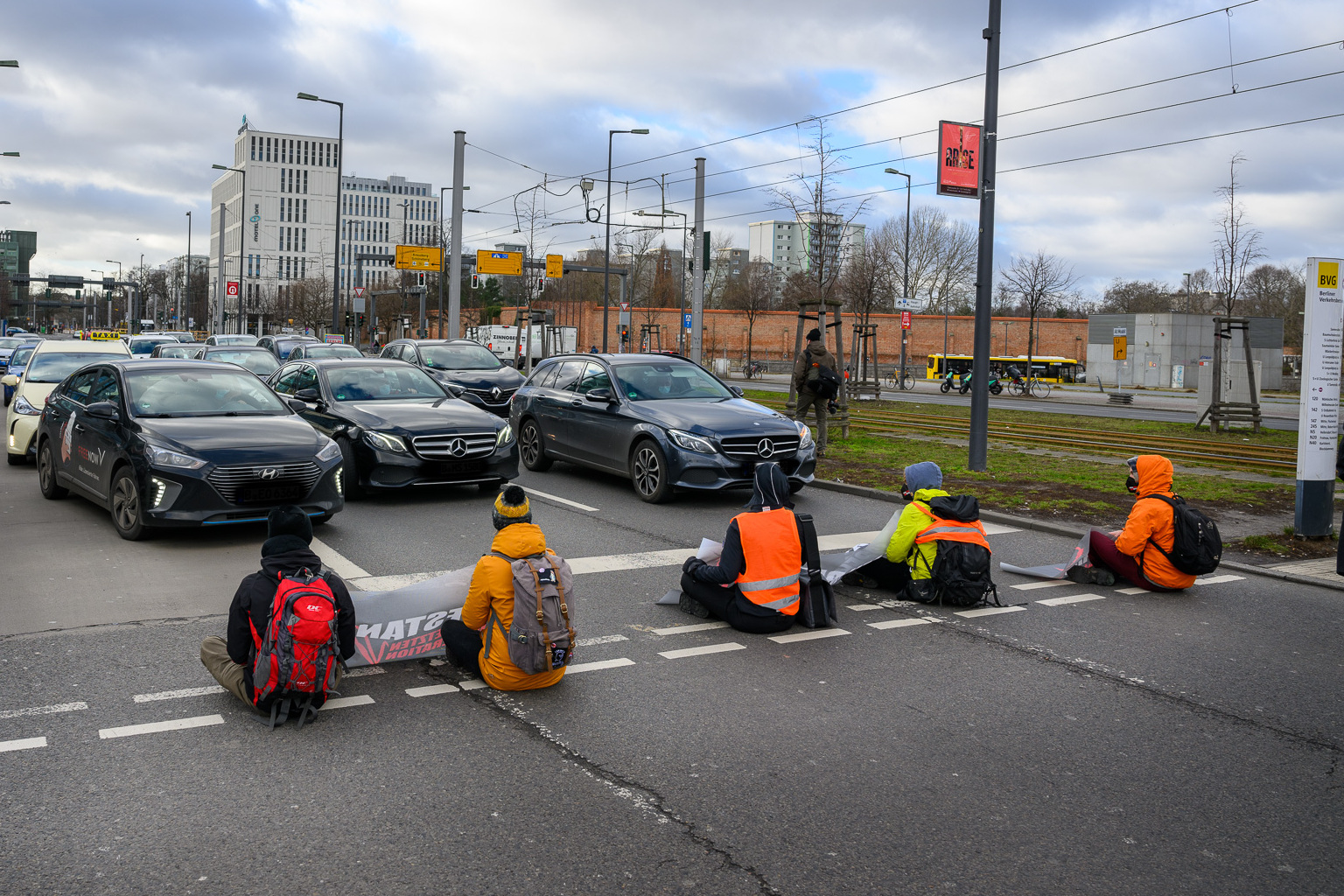
Bloqueo de carreteras en la estación central de Berlín (2022)

La Última Generación (alemán: Letzte Generation, italiano: Ultima Generazione) es un grupo de activistas del clima alemanes, austríacos e italianos. Sus métodos principales son los bloqueos de carretera con activistas que se pegan a la calle, y pintura con pistola a monumentos o aviones.

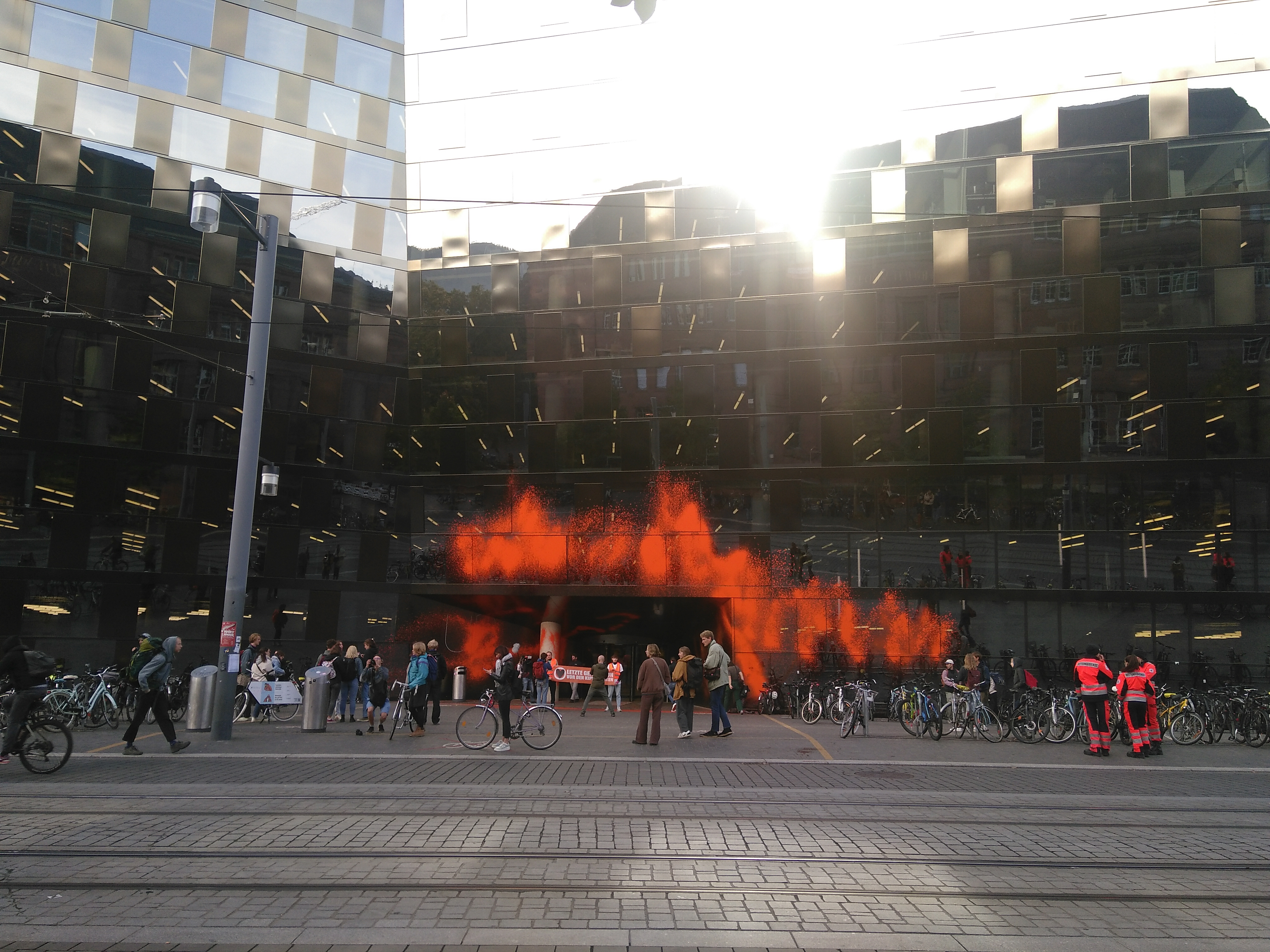
La entrada principal de la Biblioteca de la Universidad de Friburgo se pintó de naranja el 16 de octubre de 2023 (inicio del semestre WS 2023/24)

En enero de 2024, el grupo anunció que continuaría realizando acciones de bloqueo de la vía pública. En febrero de 2024, el grupo anunció su intención de presentarse a las elecciones europeas en 2024.

## Métodos

### Acciones de contenedor
En los inicios, la Última Generación distribuyó comida que era todavía buena desde contenedores de basura de supermercados.

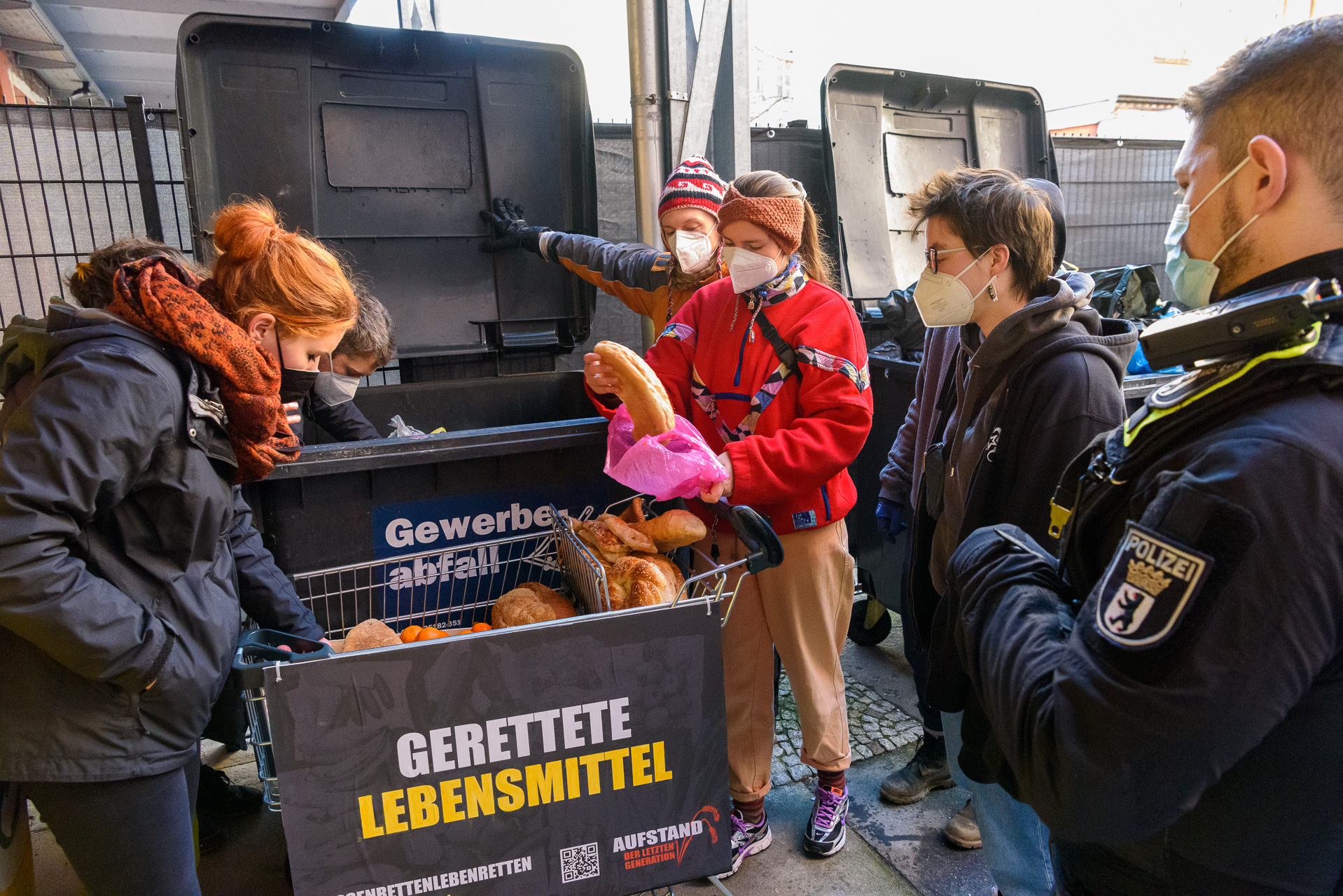
La campaña de contenedores del grupo en Berlín (2022)

### Bloqueos de infraestructura

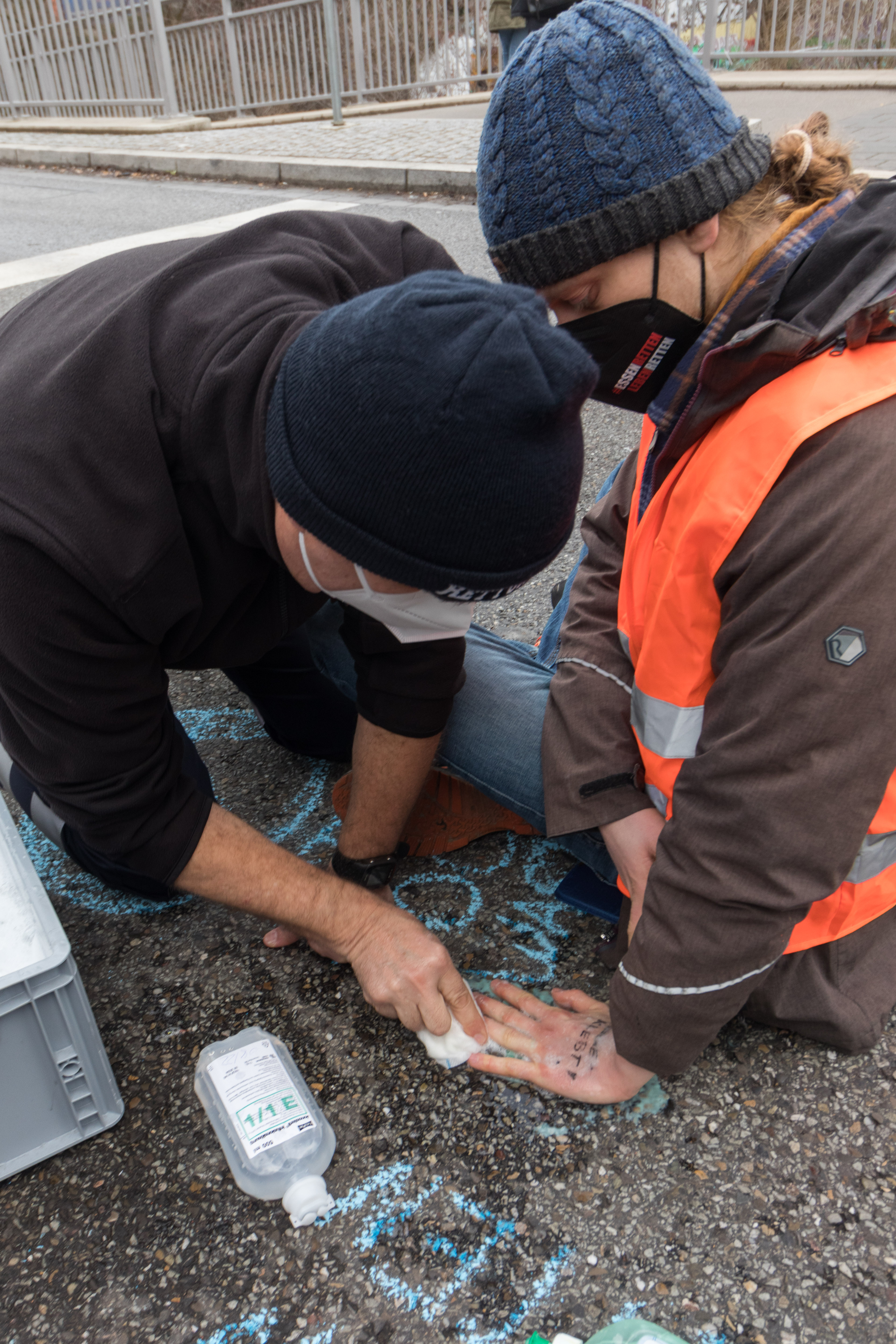
Un médico de Freiburg im Breisgau suelta la palma de un activista pegado al asfalto, con una nota sobre el pegamento en el dorso de la mano (2022)

Los bloqueos de carreteras son la forma central de acción del grupo, que se basa en el grupo británico de acción de protección del clima Insulate Britain.  Para que a la policía le resulte más difícil despejar los bloqueos de carreteras, los activistas pegan regularmente las palmas o los pies a la calle con superpegamento, espuma de construcción u hormigón de liberación rápida (“manos de hormigón”). Debido a estas acciones de protesta, se estableció el término “pegador climático” (Klimakleber, una aliteración), acuñado por Bild  y utilizado a menudo de manera despectiva, que en ocasiones también lo utilizan los propios activistas.  Para conseguir más compañeros de armas, los activistas organizan cursos de formación para la acción en toda Alemania para los interesados. 

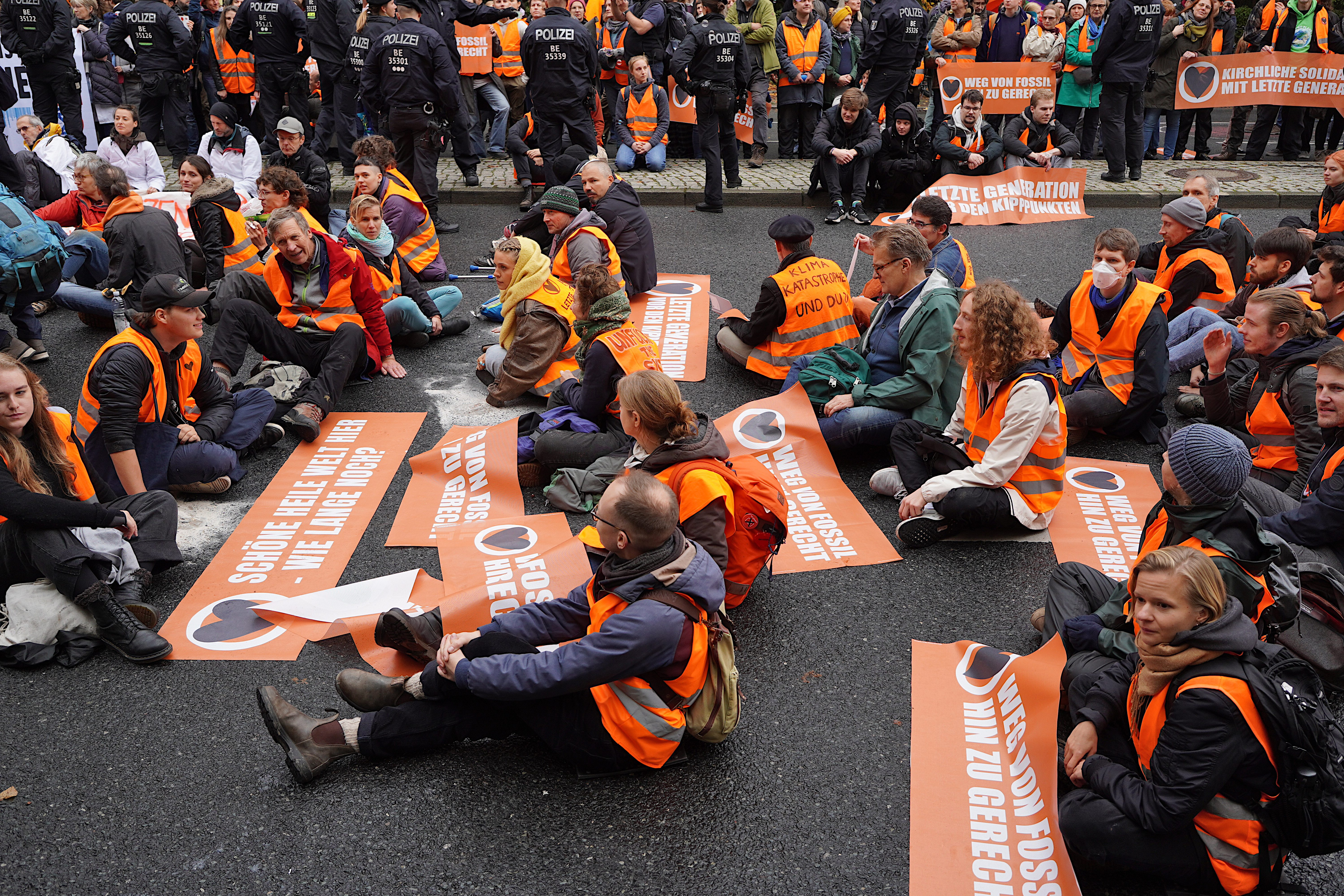
Activistas bloquean la calle 17 de junio en octubre de 2023

#### Energía
En 2022, activistas de la Última Generación tentaron de manipular el sistema de cierre de emergencia de pipelines de petróleo en Alemania del este. 